# Keld Bak
Keld Egon Bak (ur. 7 czerwca 1944 w Hammer) – duński piłkarz występujący na pozycji napastnika.

## Kariera klubowa
Bak przez całą karierę występował w zespole Næstved IF. Zadebiutował tam w sezonie 1965 w drugiej lidze. W sezonie 1971 awansował z klubem do pierwszej ligi. W sezonach 1972 oraz 1975 zajmował w niej 3. miejsce. W sezonie 1976 spadł do drugiej ligi. W 1977 roku zakończył karierę.

## Kariera reprezentacyjna
W reprezentacji Danii Bak zadebiutował 30 listopada 1966 w przegranym 0:2 meczu eliminacji Mistrzostw Europy 1968 z Holandią. W 1972 roku został powołany do kadry na Letnie Igrzyska Olimpijskie, które Dania zakończyła na drugiej rundzie. W latach 1966–1972 w drużynie narodowej rozegrał 12 spotkań i zdobył 3 bramki.